# Qualcosa di personale
Qualcosa di personale (Up Close & Personal) è un film di Jon Avnet del 1996.

## Trama
Giunta a Miami dal Nevada, l'ambiziosa Sally Atwater si guadagna la fiducia di Warren Justice, caporedattore di un network tv locale, come segretaria di redazione. Dopo il rituale utilizzo nel servizio meteo, in cui la donna viene ribattezzata a sorpresa Tally, un nomignolo che le affibbiavano già da bambina, Warren porta Tally ai servizi più importanti, insegnandole i trucchi del mestiere e conquistando il suo affetto, anche aiutandola materialmente in una spinosa questione familiare. Tally apprende velocemente finché, dopo un litigio in diretta con il collega Rob Sullivan durante il telegiornale, si inimica il proprietario della rete, si dimette e tramite l'agente Bucky Terranova accetta un incarico a Filadelfia dove però l'ambiente di lavoro dominato da Marcia Mac Grath, reporter tanto celebre quanto snob, offusca il suo talento. Warren, a sua volta dimessosi, la raggiunge e fra i due nasce l'amore, complicato però dal carattere orgoglioso dell'uomo che non accetta l'aiuto di lei per trovare un altro incarico adeguato. Marcia cambia network e Tally la sostituisce mentre Warren pensa di realizzare uno scoop sulla futura cessione del "Canale" di Panama. Dopo essersi sposati, nuovo dramma: durante un servizio televisivo realizzato con l'aiuto del cameraman Ned Jackson nella prigione di Olmesburg, a Philadelphia, Tally si trova coinvolta nella sanguinosa repressione della rivolta dei detenuti e, sostenuta da Warren che la segue dall'esterno, fornisce un servizio che la consacra a star nazionale. Ormai l'aspetta il prestigioso incarico da Washington, ma la sua gioia viene offuscata dalla notizia della morte a Panama, in un agguato di ribelli, di Warren che ricorda in commosso intervento dinnanzi alla convention annuale della sua nuova rete televisiva.

## Distribuzione
Negli Stati Uniti è uscito nelle sale cinematografiche il 1º marzo 1996. In Italia, invece, è uscito il 5 settembre.

### Doppiaggio italiano
La direzione del doppiaggio è di Giorgio Piazza e i dialoghi italiani sono curati da Carlo Cosolo, per conto della Sefit-CDC.

## Riconoscimenti
- 1997 - Premio Oscar
  - Candidatura per la miglior canzone (Because You Loved Me) a Diane Warren
- 1997 - Golden Globe
  - Candidatura per la migliore canzone originale (Because You Loved Me) a Diane Warren
- 1997 - Grammy Award
  - Miglior canzone scritta per un film, programma televisivo o altro media visuale (Because You Loved Me) a Diane Warren
- 1997 - ASCAP Award
  - Miglior canzone (Because You Loved Me) a Diane Warren
- 1997 - Blockbuster Entertainment Awards
  - Miglior attrice non protagonista in un film romantico a Stockard Channing
- 1997 - Online Film & Television Association
  - Candidatura per la miglior canzone originale (Because You Loved Me) a Diane Warren e Céline Dion